# Atriolum
Atriolum is een geslacht uit de familie Didemnidae en de orde Aplousobranchia uit de klasse der zakpijpen (Ascidiacea).

## Soorten
- Atriolum bucinum Kott, 2001
- Atriolum crusta Monniot F. & Monniot C., 2008
- Atriolum eversum Kott, 2001
- Atriolum glauerti (Michaelsen, 1930)
- Atriolum irregulare Kott, 2007
- Atriolum lilium Kott, 2001
- Atriolum marinense Kott, 2001
- Atriolum marsupialis Monniot F., 1989
- Atriolum quadratum Monniot F. & Monniot C., 1996
- Atriolum robustum Kott, 1983
- Atriolum tubiporum Kott, 2001

Niet geaccepteerde soorten:
- Atriolum marsupiale Monniot F., 1989 → Atriolum marsupialis Monniot F., 1989
- Atriolum robostum Kott, 1983 → Atriolum robustum Kott, 1983